# Generalprokurator beim Parlement von Paris
Der Generalprokurator beim Parlement von Paris (Procureur général au Parlement de Paris) war in der Zeit des Ancien Régime der Generalprokurator genannte höchste Beamte der Staatsanwaltschaft beim Parlement de Paris; in alten Urkunden wird er als procurator regis bezeichnet.

## Definition
Der Procureur du Roi (Staatsanwalt des Königs) oder Procureur général gehörte zu den Gens du Roi, den Beamten, die im Namen des Königs sprechen und seine Interessen verteidigen sollten. Bis zum 14. Jahrhundert wählte der König ihn unter den Avocats und Procureurs aus, danach gab es besondere Beamte: Avocat du Roi (Anwalt des Königs), Procureur du Roi (Staatsanwalt des Königs) und Substituts (Stellvertreter). Die Gens du Roi versammelten sich in einer besonderen Kammer des Parlements, dem Parquet, wo sie die Fälle, die vor den verschiedenen Kammern des Parlements verhandelt werden sollten, unter sich aufteilten. Sie trugen vor dem Gericht für den König ihre Schlussfolgerungen vor und gaben ihre Meinung über die Schwere der Fälle, über die sie zu entscheiden hatten, ab. Sie traten jedoch nicht in den Conseil de la Cour ein, in dem die Richter ihre Urteile verfassten. Der Procureur général wurde bei der Ausübung seines Amtes von drei Avocats généraux (Generalanwälten) unterstützt, die in den Gerichtsverhandlungen das Wort führten. Aus den Gens du Roi wurde später die Staatsanwaltschaft.

## Liste der Generalprokuratoren beim Parlement von Paris
- 1312 Simon I. de Bucy († vor 1339)
- 1319 Guillaume de la Magdelaine, ernannt im Januar
- 1368 Guillaume de Saint-Germain († 6. März 1384)
- 1385 Jean Anchier
- 1389 Pierre Le Cerf
- 1404 Denis de Mauroy
- 1412 Jean Aguenin; Guillaume Le Tur, Advokat des Königs im Parlement, wurde 1417 zum Abwesenheitsvertreter ernannt
- 1421 Gauthier Jayer wird abgesetzt
- 1422 Guillaume Barthélemy, am 21. Februar empfangen
- 1456 Pierre Cousinot
- 1458 Jean Dauvet († 22. November 1471)[1]
- 1461 Jean de Saint-Romain, er lebte noch 1483
- 1479 Michel de Pons, übte das Amt ab 8. Juni gemeinsam mit seinem Vorgänger aus
- 1485 Jean de Nanterre, trat 1489 zurück
- 1489 Christophe-Guillaume de Carmone
- 1496 Jean Luillier († 1498)
- 1498 Jean Burdelot († 1507), empfangen am 13. Dezember
- 1508 Guillaume Rogier († 2. Mai 1523)
- 1523 Nicolas Thibaut de Montigny († 1541)
- 1541 Noël Brulard († 1557), empfangen am 29. August
- 1557 Gilles Bourdin († 1570)
- 1570 Jean de La Guesle, trat 1583 zurück
- 1583 Jacques de La Guesle († 1612), dessen Sohn; Pierre Pithou fungierte während des Exils des Parlements in Tours als Interimslösung für Jacques Le Guesle
- 1612 Nicolas de Bellièvre, empfangen am 11. Januar, bis 1614 im Amt
- 1614 Mathieu Molé, amtierte bis zu seiner Ernennung zum Ersten Präsidenten des Parlements von Paris 1641
- 1641 Blaise Méliand
- 1650 Nicolas Fouquet, amtierte bis 1661
- 1661 Achille (II.) de Harlay († 7. Juni 1671, empfangen am 20. August
- 1671 Achille (III.) de Harlay († 23. Juli 1712), dessen Sohn, empfangen am 4. Juni 1667, 18. November 1689 Erster Präsident des Parlements von Paris
- 1689 Jean Arnaud de La Briffe († 1700)
- 1700 Henri François d’Aguesseau, 1717 Kanzler von Frankreich
- 1717 Guillaume-François Joly de Fleury, empfangen am 17. Februar, trat 1746 zurück
- 1746 Guillaume-François-Louis Joly de Fleury († 16. Dezember 1787), dessen Sohn, empfangen en survivance am 12. Dezember 1740; er wurde nach der Maupeou-Reform durch seinen Neffen ersetzt
- 1771 Omer-Louis-François Joly de Fleury, dessen Neffe, Sohn von Joseph Omer Joly de Fleury, Procureur général anlässlich der Einsetzung des neuen Parlements bis zu dessen Auflösung 1774
- 1774 Guillaume-François-Louis Joly de Fleury († 16. Dezember 1787) (2. Mal)
- 1788 Armand-Guillaume-Marie-Joseph Joly de Fleury de Brionne, dessen Bruder, als Procureur général en survivance am 13. Juli 1778 empfangen, im Amt bis zur Auflösung des Parlements 1790